# John Cale

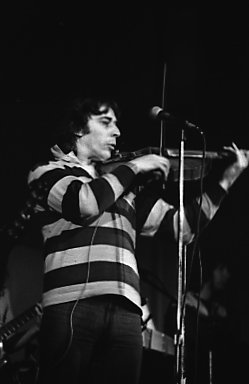
John Cale uppträder i Toronto, Kanada, 1977

John Cale OBE, född 9 mars 1942 i Garnant i Carmarthenshire i Wales, är en brittisk sångare, violast, gitarrist, basist, pianist, låtskrivare och producent. Han är mest känd för sitt medlemskap i avantgarde-rockgruppen The Velvet Underground men har även gett ut en lång rad egna album och producerat andra musikers material.

## Biografi
Cale växte upp i den industriella zonen Amman Valley i staden Garnant. Han visade tidigt begåvning vid pianot och studerade musik vid Londons universitet. Detta musikintresse förde honom över Atlanten till USA och New York. Cale bildade 1964 Velvet Underground tillsammans med Lou Reed. Han var en av de drivande krafterna i skapandet av gruppens avantgardesound, och med sin syd-Walesiska dialekt gav han prägel åt vissa av gruppens låtar, som The Gift. Hans huvudinstrument var elbas, men han spelade även klaviaturinstrument och elviola på inspelningarna. Han medverkade på gruppens två första album, men lämnade den sedan eftersom han inte kom överens med Reed. Efter att Cale hoppat av blev gruppens musik mindre experimentell.
Efter avhoppet producerade han skivor för en del artister, bland annat Nico och The Stooges. Sitt första soloalbum Vintage Violence släppte han 1970. Han har sedan dess fortsatt ge ut egna album med komplexa låtar och texter. 1990 återförenades han med Lou Reed för att spela in albumet Songs for Drella, en hyllning till Andy Warhol som avlidit 1987. Han var även med i en återförening av Velvet Underground i början på 1990-talet, men efter att gitarristen Sterling Morrison avled 1995 har inga återföreningar gjorts.
Cales största hit på senare år är en cover av Leonard Cohens låt "Hallelujah". Den spelades in 1991 till albumet I'm Your Fan, en hyllningsplatta till Cohen. Cales cover av "Hallelujah" har använts i bland annat filmerna  Basquiat – den svarte rebellen (1996) och Shrek (2001) samt på den officiella soundtrackskivan för TV-serien Scrubs.

## Diskografi
- 1970 – Vintage Violence
- 1971 – Church of Anthrax (med Terry Riley)
- 1972 – The Academy in Peril
- 1973 – Paris 1919
- 1974 – Fear
- 1975 – Slow Dazzle
- 1975 – Helen of Troy
- 1979 – Sabotage/Live
- 1981 – Honi Soit
- 1982 – Music for a New Society
- 1984 – Caribbean Sunset
- 1984 – John Cale Comes Alive
- 1985 – Artificial Intelligence
- 1989 – Words for the Dying
- 1990 – Songs for Drella (med Lou Reed)
- 1991 – Even Cowgirls Get the Blues
- 1991 – Paris s'éveille
- 1992 – Fragments of a Rainy Season
- 1996 – Walking on Locusts
- 2003 – HoboSapiens
- 2005 – Black Acetate
- 2006 – Live Circus
- 2007 – Circus Live
- 2007 – Live At Rockpalast
- 2011 – Extra Playful
- 2012 – Shifty Adventures in Nookie Wood
- 2016 – M:FANS
- 2023 – Mercy